# Danmarks gesandter i Det tysk-romerske Rige
Dette er en liste over Danmarks gesandter i Det hellige romerske imperium af den tyske nation (Det tysk-romerske Rige). Har den givne person haft en anden titel som udsending, fremgår det af listen. 
1648 – med den westfalske fred, der afsluttede Trediveårskrigen – begynder den tid, hvor nationalstaterne betjener sig af diplomater til at varetage deres indbyrdes forbindelser. Indtil da blev der kun lejlighedsvist udsendt kortere gesandtskaber eller ambassader med specifikke opgaver. Siden 1662 har Danmark – med enkelte kortere afbrydelser – haft en fast diplomatisk repræsentation i Wien (se Danmarks ambassade i Wien).

## Akkrediteret hos den tysk-romerske kejser (indtil 1806)
- 1650-1653: Christian Rantzau
- 1657-1658: Christoffer Sehested
- 1662-1679: Andreas Pauli von Liliencron
- 1681: Andreas Pauli von Liliencron (igen)
- 1683: Franz Mayer von Mayersheim
- 1685-1687: Christoph Gensch von Breitenau
- 1687-1690: Ditlev Nicolas Piper von Løwencron (fungerende chef)
- 1690-1691: Andreas Pauli von Liliencron (igen)
- 1691-1693: Johann Christoph von Urbich (chargé d'affaires)
- 1694-1695: Georg Ernst Wedel Jarlsberg
- 1696-1700: Johann Christoph von Urbich (igen, chargé d'affaires)
- 1700-1701: Thomas Balthazar von Jessen
- 1701-1703: Johann Christoph von Urbich (igen, chargé d'affaires)
- 1703-1710: Frederik von Weiberg
- 1710: Giambattista Velo
- 1711-1720: Frederik von Weiberg (igen)
- 1721-1722: Lorentz Reichwein
- 1722-1740: Christian August von Berckentin
- 1740-1749: Gerhard Ernst Franck de Franckenau (chargé d'affaires, døde i embedet)
- 1749-1750: Christian Gottfried von Johnn (chargé d'affaires)
- 1750-1781: Johann Friedrich Bachoff von Echt
- 1781-1784: Cuno Hans von Vieregg
- 1784-1788: Christian Frederik Güldencrone
- 1788-1789: Ferdinand von Luckner (chargé d'affaires)
- 1790-1805: Armand François Louis de Mestral de Saint-Saphorin (døde i embedet)
- 1805-1806: Nicolaus Nissen (chargé d'affaires, fortsat som dansk udsending i Wien indtil 1810)

I 1804 blev Kejserriget Østrig oprettet, og i 1806 blev Det tysk-romerske Rige nedlagt. For danske udsendinge i Wien efter 1806, se Danmarks ambassadører i Østrig.